# سيركولين
سيركولين هو صنف من المركبات الكيميائية العضوية التي تكون أفرادها على شكل حلقة ضخمة تتألف من حلقة مضلعة مركزية تحيط بها حلقات البنزين أو الأرينات بشكل متصل ومدمج.

## الأعضاء
جرى مخبرياً تحضير سلسلة من مركبات السيركولين المختلفة حسب عدد اضلاع الحلقة المركزية؛ [5]سيركولين (كورانولين) و [6]سيركولين (كورونين) و [7]سيركولين؛ بالإضافة إلى [12]سيركولين (كيكولين). يختلف شكل السيركولين الناتج حسب العدد، فمركب [5]سيركولين (كورانولين) له شكل وعاء (زبدية)؛ أما [6]سيركولين (كورونين) فله شكل مسطح، في حين أن [7]سيركولين له شكل السرج.
تمكنت مجموعة بحث سنة 2010 من عزل [4]سيركولين، له حلقة رباعية مركزية (كوادرانولين)؛ في حين أن مجموعة بحث أخرى تمكنت من عزل مشتق من [8]سيركولين سنة 2013.

## مركبات سيركولين غير متجانسة
عند وجود ذرة غير متجانسة في الحلقات المحيطة بحلقة السيركولين المركزية يتم الحصول على مركب سيركولين غير متجانس، ومن أمثلتها مركب سلفلاور (زهرة الكبريت)، وهو مركب [8]سيركولين غير متجانس ثابت ومستقر، تتكون بنيته من ثمان حلقات ثيوفين.

## معرض الصور

كورانولين ([5]سيركولين)
كورونين ([6]سيركولين)
[7]سيركولين
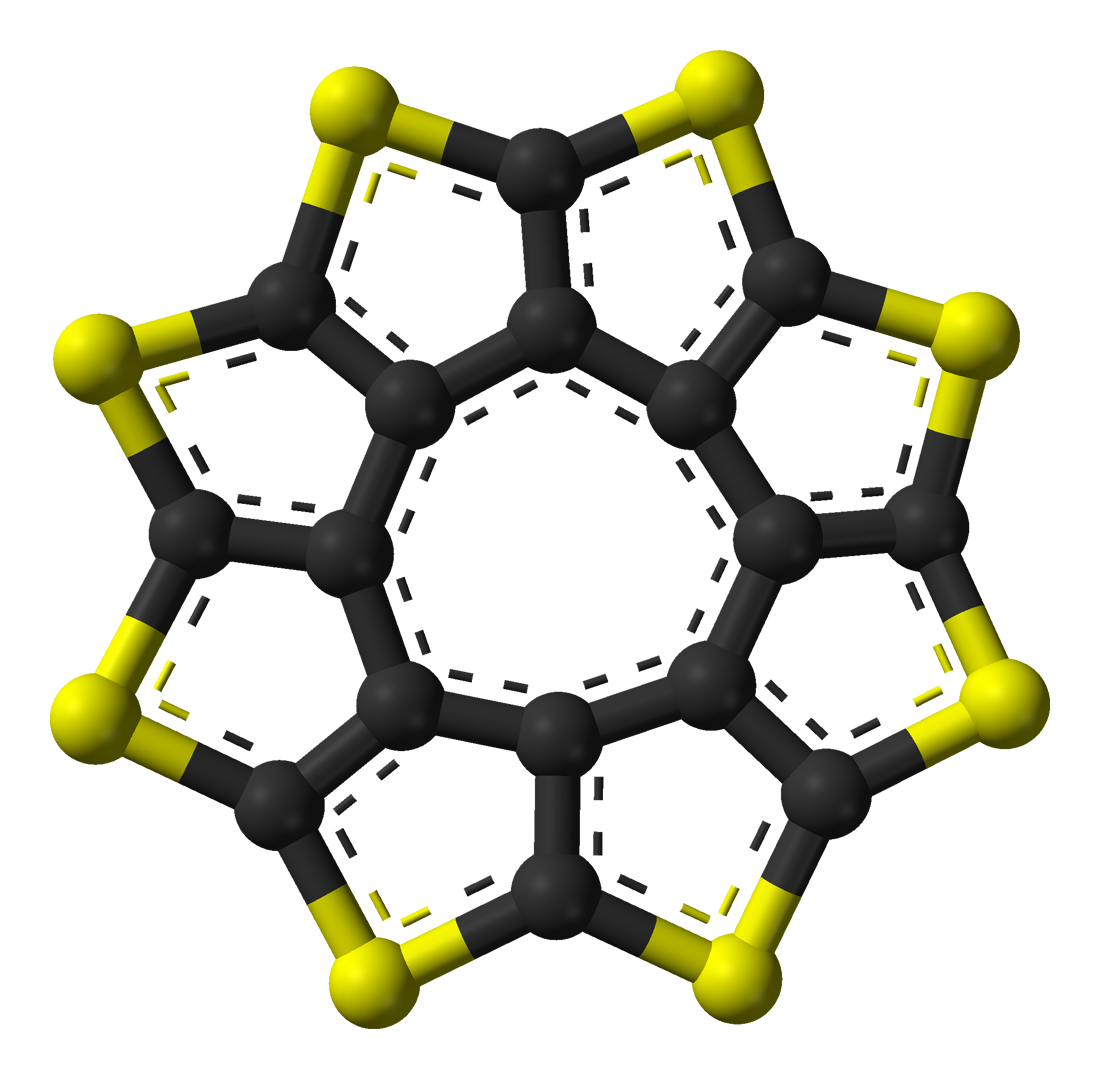
سلفلاور
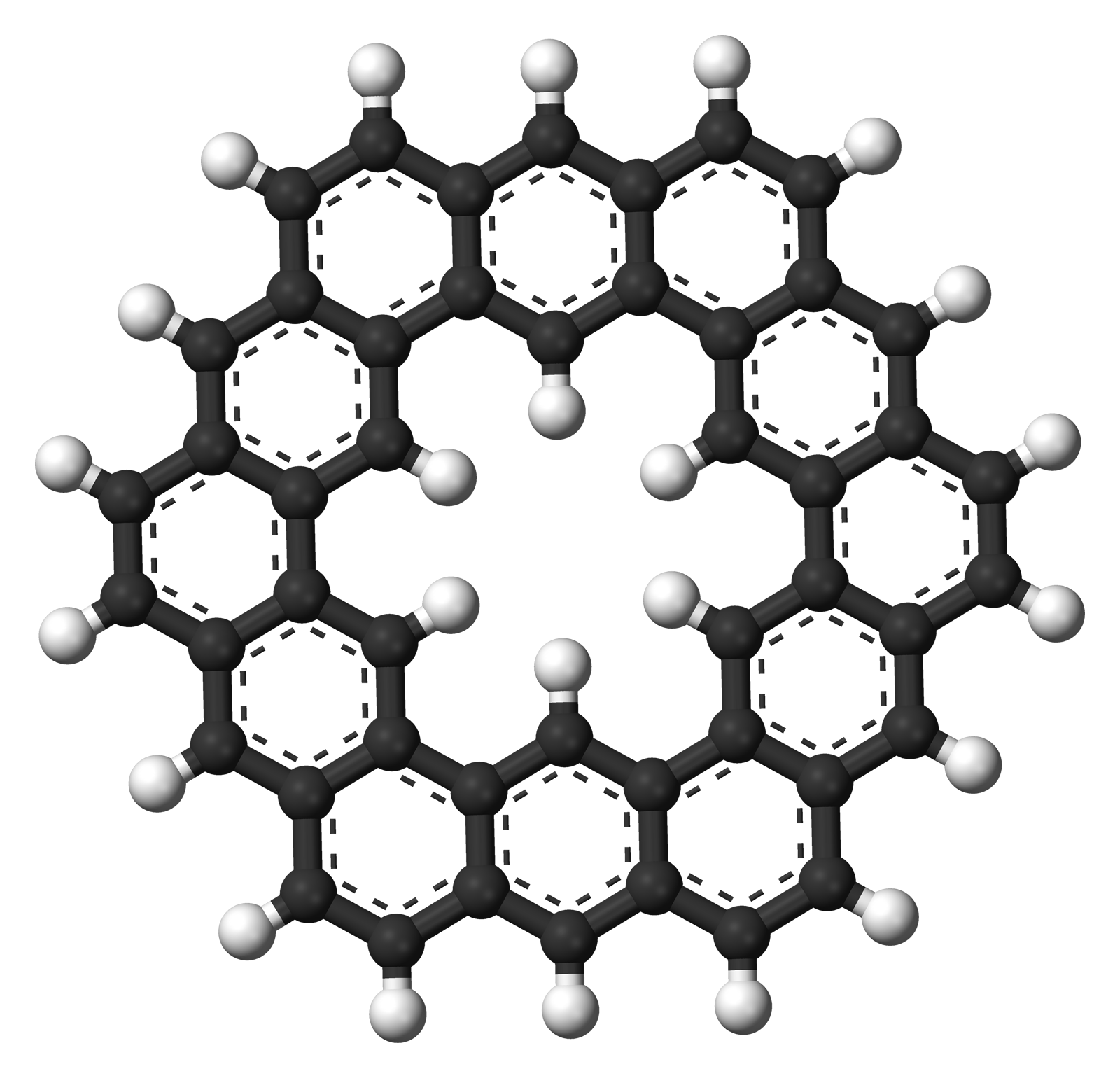
كيكولين ([12]سيركولين)

## اقرأ أيضاً
- هيليسين